# Chrysochloa
Chrysochloa és un gènere de plantes de la subfamília de les cloridòidies, família de les poàcies, ordre de les poals, subclasse de les commelínides, classe de les liliòpsides, divisió dels magnoliofitins.

## Taxonomia
- Chrysochloa annua C.E. Hubb.
- Chrysochloa caespitosa Clayton
- Chrysochloa hindsii C.E. Hubb.
- Chrysochloa hubbardiana Germain i Risopoulos
- Chrysochloa lucida (Swallen) Swallen
- Chrysochloa orientalis (C.E. Hubb.) Swallen
- Chrysochloa subaequigluma (Rendle) Swallen